# Erva-bicha
A Aristolochia longa é uma espécie botânica pertencente ao género Aristolochia e à família Aristolochiaceae.
Esta planta tem como nomes comuns os de erva-bicha, estrelamim ou aristolóquia. É em muitos casos considerada uma infestante.

## Distribuição Geográfica
Esta planta distribui-se principalmente pela Europa Ocidental e Mediterrânica

## Morfologia
Planta Vivaz, com caules de 20 a 80 cm, grosso e ereto, apresenta folhas cordiformes-triangulares, obtusas e emarginadas.

## Curiosidades
As plantas desta família contêm um composto tóxico chamado ácido aristolóquico, que era dado às mulheres para expulsarem a placenta, em virtude disso muitas mulheres morreram. Também há quem afirme que este ácido possa curar mordeduras de serpentes, ou feridas, em virtude do mesmo aumentar a produção de glóbulos brancos, acelerando assim o processo de cura. Cancerígena.